# گمینا یانووو
گمینا یانووو (به لهستانی:  Gmina Janowo) یک گمینا در لهستان است که در شهرستان نگجتسا واقع شده‌است. گمینا یانووو ۱۹۱٫۵۶ کیلومتر مربع مساحت و ۲٬۸۸۶ نفر جمعیت دارد.